# Asota complana
Asota complana är en fjärilsart som beskrevs av George Francis Hampson 1892. Asota complana ingår i släktet Asota och familjen nattflyn. Inga underarter finns listade i Catalogue of Life.